# Wierzchomino
Wierzchomino (do 1945 niem. Varchmin) – wieś w Polsce położona w województwie zachodniopomorskim, w powiecie koszalińskim, w gminie Będzino.
W miejscowości znajduje się rezerwat przyrody Wierzchomińskie Bagno o powierzchni 43,64 ha. Działa tu klub piłkarski "Sokół".

## Historia
Wieś została założona prawdopodobnie na przełomie XII i XIII wieku przez słowiańskiego osadnika o imieniu Wierzchoma (Wierzchosław). Pierwsza wzmianka o wsi pochodzi z 1288, od XIV wieku własność rodziny Kameke.

## Zabytki
- kościół śś. Piotra i Pawła z 1784, na wieży dzwon z 1733, z wcześniejszej świątyni, po zachodniej stronie kościoła cmentarz ewangelicki z początku XX wieku